# Efecto de atención dividida
El efecto de atención dividida es un efecto de aprendizaje inherente a materiales didácticos mal diseñados. Es evidente cuando se utiliza la misma modalidad (p. ej. visual) para varios tipos de información dentro de la misma presentación. Para aprender de estos  materiales, el estudiante debe dividir su atención entre estos materiales para entenderlos.

## Un ejemplo visual de atención dividida
Tarmizi y Sweller (1988) compararon mediante gráficos el aprendizaje que toma lugar dadas ciertas condiciones de atención de dividida, dando distintas posibilidades  de como se podría arreglar material gráfico en una lección. Ward y Sweller (1990) aconsejan a diseñadores de programas de enseñanza tener cuidado al dirigir la atención de un estudiante. Sweller y sus asociados encontraron que los estudiantes tenían dificultad siguiendo algunos ejemplos si incluían diagramas que estuvieran separados de sus fórmulas. En varios estudios y experimentos, encontraron que los estudiantes que utilizaban diagramas integrados procesaban mejor la información, y su desempeño mejoraba significativamente respecto al de sus compañeros (Ward & Sweller, 1990; Chandler & Sweller, 1991; Chandler & Sweller, 1992).
El efecto de atención dividido no se limita a la geometría, Chandler y Sweller (1991) encontraron que este efecto se extiende a muchas otras disciplinas y que simplemente es  una limitación del procesamiento humano de información. Esta sobrecarga es el resultado de una elevada carga cognitiva visual debido a un mal diseño didáctico. Por la simple incorporación de fórmulas en los diagramas, los estudiantes encontraron más fácil integrar y procesar ambas formas de información visual y a su vez tener un desempeño significativamente mejor (Chandler & Sweller, 1991; Chandler & Sweller, 1992).
El efecto de atención dividida es una forma importante de carga cognitiva extraña que los diseñadores didácticos tendrían que evitar.

## Atención dividida visual
Chandler y Sweller (1992) encontraron a través del estudio empírico que al integrar texto y esquemas se reduce la carga cognitiva y facilita el aprendizaje. Encontraron que este efecto es evidente, cuando se requiere que los estudiantes dividan su atención entre diferentes fuentes de información (p. ej., texto y esquemas).
La atención dividida es evidencia importante de la teoría de carga cognitiva (que la carga de memoria de trabajo es importante en el diseño de materiales didácticos). Chandler y Sweller (1992) encontraron que los estudiantes que veían las instrucciones integrada pasaban menos tiempo procesando los materiales y superaban a los estudiantes en la condición de atención dividida.

## Atención dividida auditiva
Moreno y Mayer (2000) encontraron evidencia de atención dividida auditiva cuando probaron estudiantes con sonidos ambientales y música al aprender de materiales didácticos. La animación se procesa por un canal visual pero debe ser convertida al canal auditivo. La carga cognitiva extraña impuesta por la música y los sonidos ambientales no fueron favorables para el aprendizaje.
Estos investigadores analizaron estudiantes que aprendieron dentro en un entorno que tenía música y sonidos ambientales adicionales y encontraron que éstos se desempeñaban significativamente peor en pruebas de retención y de transferencia (Moreno, 2001).